# Microphis deocata
Microphis deocata är en fiskart som först beskrevs av Hamilton 1822.  Microphis deocata ingår i släktet Microphis och familjen kantnålsfiskar. IUCN kategoriserar arten globalt som nära hotad. Inga underarter finns listade i Catalogue of Life.